# Masahiro Endo
Masahiro Endo (japonsko 遠藤 昌浩), japonski nogometaš, * 15. avgust 1970.
Za japonsko reprezentanco je odigral 8 uradnih tekem.